# Philotheca hispidula
Philotheca hispidula är en vinruteväxtart som först beskrevs av Spreng., och fick sitt nu gällande namn av Paul G. Wilson. Philotheca hispidula ingår i släktet Philotheca och familjen vinruteväxter. Inga underarter finns listade i Catalogue of Life.